# Discografia formației Evanescence

Evanescence
Aceasta e pagina pentru discografia formației rock Evanescence.

## Lista completă a înregistrărilor

### EP-uri
Evanescence EP (Decembrie 1998, realizat de BigWig Enterprises) [ediție limitată - 100 copii]:
1. "Where Will You Go" (versiune EP) - 3:50
2. "Solitude" - 5:45
3. "Imaginary" (versiune EP) - 4:26
4. "Exodus" - 3:07
5. "So Close" - 4:36
6. "Understanding" - 7:25
7. "The End" (outro) - 1:58

Sound Asleep/Whisper EP (August 1999, realizat de Evanescence cu ajutorul BigWig Enterprises) [ediție limitată - 50 copii]:
1. "Give Unto Me" (versiunea Sound Asleep, instrumental) - 2:01
2. "Whisper" (versiunea Sound Asleep) - 4:16
3. "Understanding" (versiunea Sound Asleep) - 4:51
4. "Forgive Me" - 3:02
5. "Understanding" (versiunea originală) - 7:30
6. "Ascension of The Spirit" (instrumental) - 11:46

Mystary EP (Ianuarie 2003, realizată ca promo pentruFallen):
1. "My Last Breath" - 4:07
2. "My Immortal" (versiunea Mystary) - 4:39
3. "Farther Away" - 3:59
4. "Everybody's Fool" - 3:15
5. "Imaginary" (versiunea Mystary) - 4:17

### Albume
Origin (4 noiembrie, 2000, de BigWig Enterprises):
1. "Origin" (intro) - 0:32
2. "Whisper" (versiunea Origin) - 3:56
3. "Imaginary" (versiunea Origin) - 3:33
4. "My Immortal" - 4:24
5. "Where Will You Go" (versiunea Origin) - 3:48
6. "Field Of Innocence" - 5:15
7. "Even In Death" - 4:17
8. "Anywhere" - 6:04
9. "Lies" - 3:54
10. "Away From Me" - 3:30
11. "Eternal" (instrumental) - 7:22

Alte piese:
- "Listen To The Rain"  - 3:19
- "Demise"  - 1:30

Fallen (4 martie, 2003, de Wind-Up Records [albumul de debut]:
1. "Going Under" - 3:20
2. "Bring Me To Life" - 3:59
3. "Everybody's Fool" - 3:15
4. "My Immortal" - 4:28
5. "Haunted" - 3:07
6. "Tourniquet" - 4:47
7. "Imaginary" - 4:17
8. "Taking Over Me" - 3:49
9. "Hello" - 3:25
10. "My Last Breath" - 4:10
11. "Whisper" - 5:30

- "My Immortal" (Versiunea formației, disponibil doar pe versiunea Fallen 2004)

Alte piese:
- "Breathe No More" - 3:49
- "Farther Away" - 3:58
- "Missing" - 4:16

Anywhere But Home live în Paris (23 noiembrie, 2004):
1. "Haunted" [live] - 4:04
2. "Going Under" [live] - 3:57
3. "Taking Over Me" [live] - 3:57
4. "Everybody's Fool" [live] - 3:40
5. "Thoughtless" (preluare Korn) [live] - 4:37
6. "My Last Breath" [live] - 3:53
7. "Farther Away" [live] - 5:02
8. "Breathe No More" [live] - 3:33
9. "My Immortal" [live] - 4:38
10. "Bring Me To Life" [live] - 4:43
11. "Tourniquet" [live] - 4:17
12. "Imaginary" [live] - 5:25
13. "Whisper" [live] - 5:45
14. "Missing" - 4:15

The Open Door (3 octombrie, 2006)
1. "Sweet Sacrifice" - 3:05
2. "Call Me When You're Sober" - 3:34
3. "Weight of the World" - 3:38
4. "Lithium" - 3:44
5. "Cloud Nine" - 4:22
6. "Snow White Queen" - 4:22
7. "Lacrymosa" - 3:37
8. "Like You" - 4:17
9. "Lose Control" - 4:50
10. "The Only One" - 4:40
11. "Your Star" - 4:43
12. "All That I'm Living For" - 3:48
13. "Good Enough" - 5:31

Alte piese:
- "The Last Song I'm Wasting On You" - 4:07
- "If You Don't Mind"
- "Together Again"

### Single-uri
Bring Me To Life [promo single] (Ianuarie 2003, de Wind-Up Records):
1. "Bring Me To Life"

Bring Me To Life [single] (aprilie 2003, de Wind-Up Records):
1. "Bring Me To Life" (versiunea albumului)
2. "Bring Me To Life" (bliss mix)
3. "Farther Away" (ediția finală)
4. "Missing"

Going Under [single] (2003 septembrie, de Wind-Up Records):
1. "Going Under" (versiunea albumului)
2. "Going Under" (acustic live)
3. "Heart Shaped Box" (preluare Nirvana acustic)
4. "Going Under" (video)

My Immortal [single] (decembrie 2003, de Wind-Up Records):
1. "My Immortal" (versiunea formației)
2. "My Immortal" (versiunea albumului)
3. "Haunted" (live @ AOL)
4. "My Immortal" (live în Köln)

Everybody's Fool [single] (mai 2004, de Wind-Up Records):
1. "Everybody's Fool" (versiunea albumului)
2. "Taking Over Me" (live în Köln)
3. "Whisper" (live în Köln)
4. "Everybody's Fool" (instrumental)

Call Me When You're Sober [single] (septembrie 2006, de Wind-Up Records):
1. "Call Me When You're Sober"
2. "Call Me When You're Sober" (versiunea acustică)

Lithium [single] (ianuarie 2007, de Wind-Up Records):
1. "Lithium"
2. "The Last Song I´m Wasting On You"

Sweet Sacrifice (mai 2007) 
"Sweet Sacrifice" (versiunea albumului) 
"Weight of the World" (live din Tokyo)

### Nerealizate
Evanescence EP - alte piese:
- "Exodus" - 3:04
- "Give Unto Me" - 5:51
- "My Immortal" (piano/vocal) - 5:18
- "October" - 6:36

Origin - alte piese
- "Listen To The Rain" - 3:14
- "Demise" - 1:30
- "Catherine"
- "Spanish"

2001-2002 demo-uri:
- "Anything For You" - 3:25
- "Before the Dawn" - 3:17
- "Breathe No More" - 3:51
- "Bring Me To Life" v.1 - 3:58
- "Bring Me To Life" v.2 - 4:06
- "Everybody's Fool" v.1 - 2:41
- "Everybody's Fool" v.2 - 3:02
- "Farther Away" - 3:53
- "Forever You" - 3:24
- "Going Under" - 4:03
- "Haunted" v.1 - 3:16
- "Haunted" v.2 - 3:31
- "Hello" - 3:34
- "Imaginary" v.1 - 3:18
- "Imaginary" v.2 - 3:27
- "Lies (Remake)" - 2:51
- "Missing" - 3:26
- "My Last Breath" - 3:37
- "Surrender" - 3:37
- "Taking Over Me" v.1 - 3:18
- "Taking Over Me" v.2 - 3:41
- "Tourniquet" v.1 - 3:37
- "Tourniquet" v.2 - 3:49
- "Untitled" ("Bleed"/"I Must Be Dreaming")
- "Whisper"

Alte
- "Goodnight" - 1:30

### Preluări
- My Tourniquet - (Soul Embraced)
- Thoughtless - (KoRn)
- Heart Shaped Box - (Nirvana)
- Zero - (Smashing Pumpkins)
- Self Esteen - (Offspring)
- Don't Fear The Reaper - (Blue Oyster Cult)
- Sex Type Thing - (Stone Temple Pilots)
- Only Happy When it Rains - (Garbage)
- Orestes - (A Perfect Circle)
- 4th Of July - (Soundgarden)
- One - (Metallica)
- The Dolphins Cry - (Live Cover)

### Colaborări
- Broken (Amy Lee și Seether)
- Breathe (Amy Lee și David Hodges, un fost membru al formației)
- Fall Into You (Amy Lee și David Hodges, un fost membru al formației)
- Missing You (Amy Lee și Big Dismal)
- Freak On A Leash (Amy Lee și Korn pe ultimul lor Unplugged)
- Epiphany (Amy Lee și Staind)
- One Thing (Amy Lee și Finger Eleven)
- Slowburn (John LeCompt și Revelation Theory)